# Бахнини, Мухаммед Ахмед
Альхадж Мухаммед Ахмед Бахнини (1909 — 10 июля 1971, Рабат, Марокко) — марокканский политический деятель, премьер-министр Марокко (1963—1965).

## Биография
В 1963—1965 гг. премьер-министр Марокко.
Занимал посты председателя Верховного суда, а до своей смерти являлся министром туризма Марокко.
Был убит в ходе попытки государственного переворота 10 июля 1971 г., когда военные открыли огонь по гостям, приглашенным на день рождения короля Хасана II.